# Voile handisport
La voile handisport est un sport nautique sur voilier qui est pratiqué par des personnes en situation de handicap.

## Règles
La voile respecte les règles établies par la Fédération internationale de voile. Les adaptations de ces règles pour les personnes en situation de handicap sont fixées par la Fondation internationale de voile pour personnes handicapés (IFDS (en)), reconnue depuis 1991 par la Fédération Internationale de Voile.

## Bateaux
Les voiliers de type 2.4mR sont des quillards solitaires issus des voiliers de 12m JI de la coupe de l'America. Ils ont une longueur de 4,1 mètres et pèsent 260 kilogrammes.
Les bateaux de type Sonar sont des voiliers à trois équipiers. Leur longueur est de 7 mètres et leur poids de 950 kilogrammes.
Le dernier bateau adopté pour les jeux paralympiques d'été de 2008, après le 2.4mR et le Sonar, est le SKUD 18, un voilier à 2 équipiers de 5,80 mètres pour 333 kilogrammes.
Les trois bateaux les plus répandus (2008) et séries internationales de l'ISAF sont l'Access 2.3, l'Access 303 et l'Access Liberty. Un autre quillard de sport de conception française le Neo495 - à deux équipiers -  vient compléter l'activité Handivoile. La classe Neo495 est reconnue depuis 2008 par la Fédération française de voile
Le miniji est un petit quillard. Inchavirable et insubmersible, il est adapté pour les personnes en situation de handicap.

## Classification des handicaps
Les athlètes sont classés en catégories selon leur handicap.
Les handicapés moteurs reçoivent entre 1 et 7 points. Un athlète avec 7 a les meilleures fonctionnalités.
Les déficients visuels sont classés en trois catégories :
- les athlètes aveugles sont dans la catégorie B1 et ont 3 points.
- les athlètes mal-voyants ayant une acuité visuelle de 6/24 maximum sont dans la catégorie B2 et ont 7 points
- les athlètes mal-voyants ayant une acuité visuelle comprise entre 2/60 et 6/12 sont dans la catégorie B3 et ont aussi 7 points

Pour participer à une course en solitaire sur quillard 2.4mR, l'athlète doit avoir 7 points ou moins.
Un équipage de Sonar peut comprendre trois athlètes ayant des handicaps très différents, à condition que le total des points de classification de l'équipage ne dépasse pas 14 points (on additionne les points des trois navigateurs).

## Compétition
Le Comité international de voile pour handicapés a été créé en 1988. Renommé Fondation internationale de voile pour handicapés en 1991, son rôle est d'organiser des compétitions et de promouvoir la voile pour personnes handicapées. 
Le premier championnat du monde pour personnes en situation de handicap a été organisé en 1991 en Suisse. Le championnat du monde de voile pour les navigateurs ayant un handicap a désormais lieu chaque année, sauf l'année des Jeux paralympiques.
La voile était un sport de démonstration aux Jeux paralympiques d'Atlanta en 1996 et est devenu un sport officiel aux Jeux paralympiques de Sydney en 2000. Aux Jeux paralympiques, les navigateurs participent à une des deux épreuves de voile, en solitaire sur un 2.4mR ou en équipage (3 équipiers) sur un Sonar. Une épreuve en Sonar ou en 2,4 mR est composée d'une série de neuf courses. Chaque course permet d'acquérir des points (le premier gagne un point, le deuxième deux et ainsi de suite jusqu’au dernier). Le bateau gagnant est celui qui comptabilise le plus petit nombre de points.
Le SKUD 18, pour 2 équipiers, vient compléter en 2008 la liste des bateaux paralympiques.